# مجتبى حسيني
مجتبى حسيني (5 مايو 1974 بآمل في إيران - ) هو لاعب كرة قدم إيراني في مركز الهجوم. لعب مع نادي ذوب آهن أصفهان ونادي نساجي مازندران.

## وصلات خارجية
- مجتبى حسيني على موقع قاعدة بيانات كرة القدم.إي يو (الإنجليزية)